# 弗里蒙特鎮區 (愛荷華州布坎南縣)
弗里蒙特鎮區（英語：Fremont Township）是位於美國愛荷華州布坎南縣的一個行政鎮區。

## 地方資料
根據2010年美國人口普查的數據，弗里蒙特鎮區的面積為94.64平方千米，當中陸地面積為94.64平方千米，而水域面積為0.00平方千米。當地共有人口271人，而人口密度為每平方千米2.86人。